# Västra Rödgrund
Västra Rödgrund är ett skär i Åland (Finland). Det ligger i Skärgårdshavet och i kommunen Sottunga i landskapet Åland, i den sydvästra delen av landet. Ön ligger omkring 36 kilometer öster om Mariehamn och omkring 240 kilometer väster om Helsingfors.
Öns area är 2,2 hektar och dess största längd är 270 meter i öst-västlig riktning. Trakten är glest befolkad. Närmaste större samhälle är Föglö, 15,9 km sydväst om Västra Rödgrund.